# Kununoppin
Kununoppin is een plaats in de regio Wheatbelt in West-Australië.

## Geschiedenis
Ten tijde van de Europese kolonisatie vormde de streek waar Kununoppin zou ontstaan de grens tussen de leefgebieden van de Balardong, Njakinjaki en Kalamaia Aborigines.
Zoals zoveel dorpen in de Wheatbelt ontstond het plaatsje aan een nevenspoor. In 1911 opende de spoorweg tussen Dowerin en Merredin. Dat jaar werd ook het dorp Kununoppin officieel gesticht. De naam is een Aboriginesplaatsnaam die voor het eerst in 1908 werd vermeld als 'Coonoonoppin'. De spelling werd aangepast volgens de spellingregels voor Aborigineswoorden van de 'Royal Geographical Society'.
In 1923 werd in Kununoppin een gemeenschapszaal gebouwd, de 'Kununoppin Hall'. Vier jaar later, in 1927, werd er een postkantoor en een hotel recht getrokken. Het hotel brandde in 1998 af.

## Beschrijving
Kununoppin maakt deel uit van het lokale bestuursgebied (LGA) Shire of Trayning, een landbouwdistrict. Tot ver in de 21e eeuw bleef het een verzamel- en ophaalpunt voor de oogst van de in de streek bij de Co-operative Bulk Handling Group aangesloten graanproducenten. In de jaren 2010 kwam daar een eind aan.
In 2021 telde Kununoppin 49 inwoners, tegenover 151 in 2006.
Kununoppin heeft een districtsziekenhuis, een gemeenschapscentrum en een recreatiecentrum.

## Bezienswaardigheden
Negen kilometer ten noorden van Kununoppin ligt de Billyacatting Hill, een granieten ontsluiting. Rondom de voet van de ontsluiting ligt een wandelpad met informatiepanelen. Er is ook een wandelpad naar de top van de ontsluiting vanwaar men uitzichten over de omgeving heeft.

## Transport
Kununoppin ligt 257 kilometer ten noordoosten van de West-Australische hoofdstad Perth, 60 kilometer ten noordwesten van het aan de Great Eastern Highway gelegen Merredin en 12 kilometer ten oosten van Trayning, de hoofdplaats van het lokale bestuursgebied waarvan het deel uitmaakt.
De spoorweg die door Kununoppin loopt maakt deel uit van het goederenspoorwegnetwerk van Arc Infrastructure.
Nabij Kununoppin ligt een startbaan: Kununoppin Airport (ICAO: YKNP). De Royal Flying Doctor Service maakt gebruik van de startbaan.

## Externe links

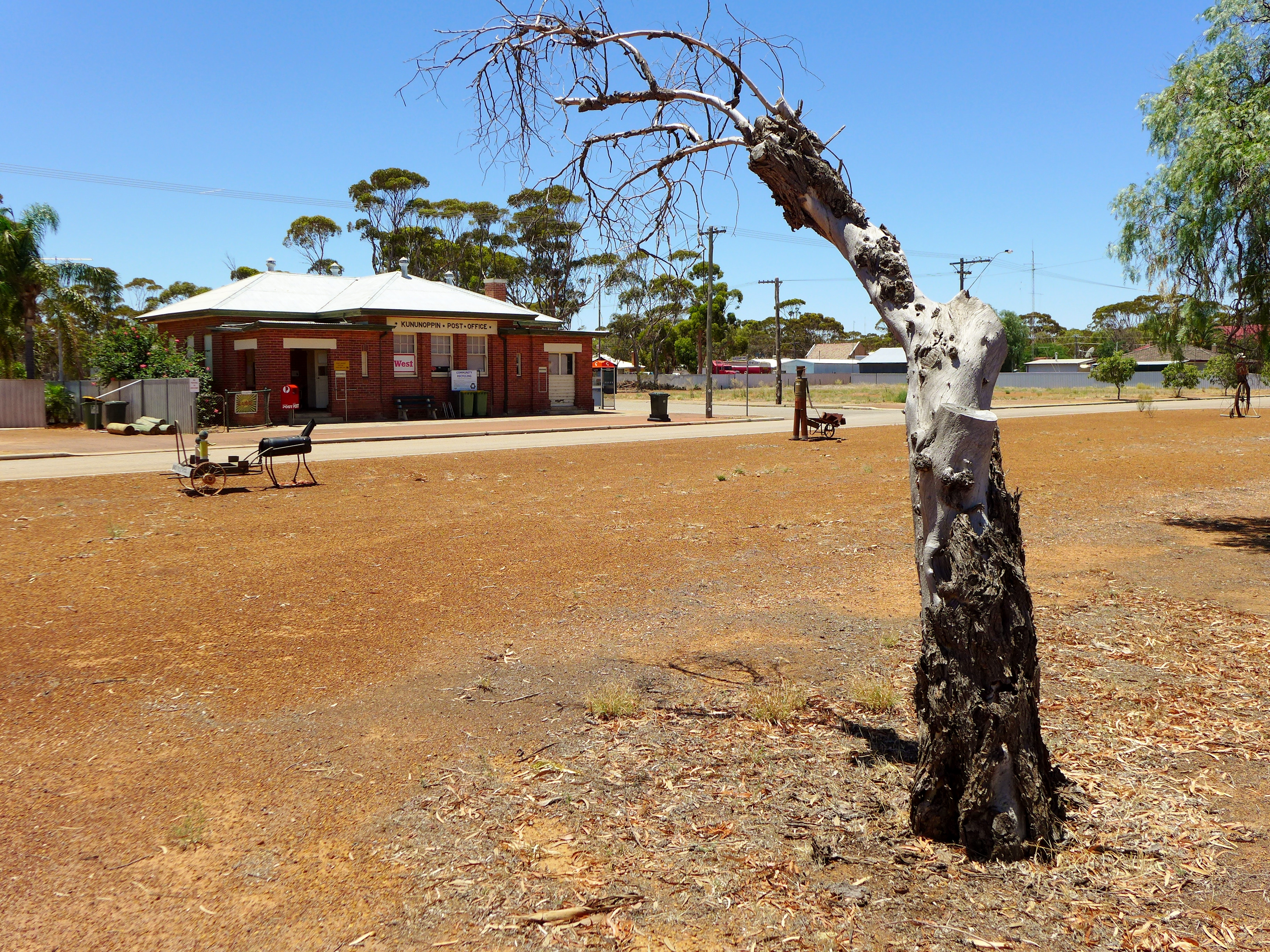
Postkantoor uit 1927

## Klimaat
Kununoppin kent een warm steppeklimaat, BSh volgens de klimaatclassificatie van Köppen. De gemiddelde jaarlijkse temperatuur bedraagt er 18,1 °C. De gemiddelde jaarlijkse neerslag ligt rond 319 mm.